# Ramona Fransson

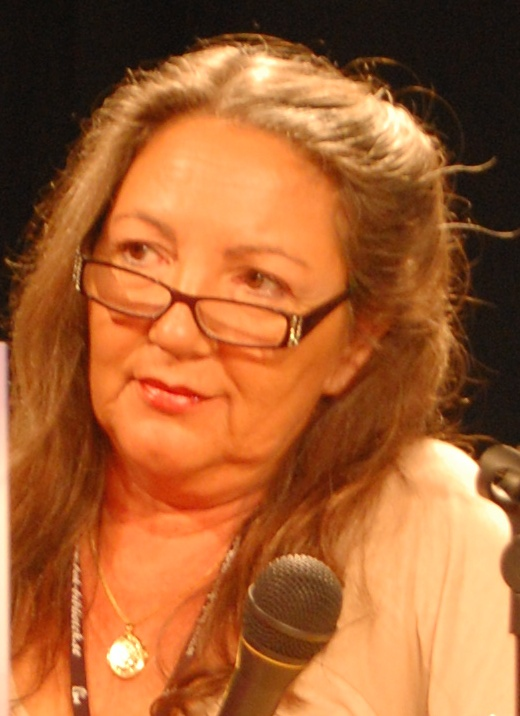
Ramona Fransson på Bokmässan 2009.

Ramona Fransson, tidigare Danlén, född Szölczinski, 23 mars 1956 i Borås, är en svensk författare och förläggare.

## Biografi
Franssons föräldrar invandrade till Sverige efter andra världskriget. Fadern var av judisk börd från Polen och mamman var katolik från Tyskland.
Fransson har tidigare varit bosatt på Tjörn men är numera (2017) bosatt i Göteborg med maken Thommy Fransson. Hon har bland annat arbetat som sjukvårdsbiträde, servitris samt TV-hallåa för Göteborgs stads bostadsaktiebolags intern-TV.
Fransson var på 1990-talet engagerad i Ny demokrati där hon bland annat skrev debattinlägg i Göteborgs-Posten om att vägra släppa in kriminella invandrare i Sverige.
Tillsammans med maken driver hon sedan 2006 Anomar Förlag AB, som förutom att ge ut hennes egna böcker bland annat gett ut flera böcker av gynekologen och forskaren Lars Nilsson.
I januari 2020 dömdes Ramona Fransson av Göteborgs tingsrätt till att betala ett skadestånd om 10 000 kr för förtal efter att delat ett inlägg på Facebook skrivet av Joakim Lamotte. Fransson överklagade till Hovrätten för Västra Sverige som sänkte skadeståndet till 5000 kr. Frågan om skadeståndets storlek överklagades i mars 2022 till Högsta domstolen. I oktober 2022 fastställde Högsta domstolen skadeståndets storlek till 5000 kr. HD-domen innebar vidare att en person som får rätt till ersättning efter förtal, kan få detta från varje enskild person som sprider förtalsgrundande uppgifter, även om detta sker genom delning av inlägg på sociala medier.

### Greger Thulin och hans kollegor
- Dyrbar kärlek  Del 1 i serien om spaningschef Greger Thulin och hans kollegor. (2005). Libris 9938842. ISBN 91-85385-08-5
- Iskall hämnd Del 2 (2006). Libris 11320107. ISBN 978-91-976320-4-1
- Mord i Skärhamn Del 3 (2007). Libris 11320108. ISBN 978-91-976320-5-8.
- Lyckohjulet Del 4 (2009). Libris 11267082. ISBN 978-91-976320-7-2.[15]
- Mord under Tjörn Runt Del 5 (2010). Libris 11788062. ISBN 978-91-977951-6-6.[16]
- Hämnaren från Tjörn Del 6 (2012). Libris 12516478. ISBN 978-91-86465-14-8.
- Mord på Stenungsbaden Yacht Club Del 7 (2013). Libris 13745876. ISBN  978-91-86465-30-8 . [17]
- Korsfäst på Klädesholmen Del 8 (2014). Libris 14835543. ISBN 978-91-86465-46-9.
- Gift med djävulen Del 9 (2015). Libris 16985125. ISBN  978-91-87779-02-2.[18]
- Dödlig avundsjuka Del 10 (2016). Libris 18406979. ISBN 978-91-87779-09-1
- Förbjuden frihet Del 11 (2017). Libris 19922150. ISBN 978-91-87779-49-7.[19]

### Självbiografi
- Älskling, vi blir inte med barn (Del 1 i självbiografi) (2008). Libris 10601384. ISBN 978-91-976320-3-4
- Ändhållplats Sverige (Del 2 i självbiografi) (2011). Libris 12199142. ISBN 978-91-86465-08-7.[20]

### Kriminalkommissarie Leah Quiller
- Kriminalkommissarie Leah Quiller skipar rättvisa två gånger – del 1 Begynnelsen (2017). Libris 20011712. ISBN 978-91-87779-53-4
- Kriminalkommissarie Leah Quiller skipar rättvisa två gånger – del 2 Gärningen (2018). Libris 20020442. ISBN 978-91-87779-54-1
- Kriminalkommissarie Leah Quiller skipar rättvisa två gånger – del 3 Uppgörelsen (2018). Libris 20020254. ISBN 978-91-87779-55-8

### Hassim W & Akkila
- Sugardaddy  Del 1 i serien Hassim W & Akkila (2019). Libris w5ptdmjzt998crxp. ISBN 978-91-87779-75-6
- När ondskan talar Del 2 i serien Hassim W & Akkila (2020). Libris fq38w21ccj07jsk5. ISBN 978-91-87779-78-7
- Vem bär skulden? Del 3 i serien Hassim W & Akkila (2020). Libris jvbsn502g0gmpm64. ISBN 978-91-87779-82-4
- Mördande rättvisa Del 4 i serien Hassim W & Akkila (2021). Libris cqr0rrxc9mcr5gv3. ISBN 978-91-87779-85-5
- Den ultimata hämnden Del 5 i serien Hassim W & Akkila (2022). Libris n2gc9xrnlj4kb6qm. ISBN 978-91-87779-90-9
- Sista akten Del 6 i serien Hassim W & Akkila (2023). Libris 1h6mb4f8znbscf4f. ISBN 978-91-87779-93-0